# Sininocellia gigantos
Sininocellia gigantos is een kameelhalsvliegensoort uit de familie van de Inocelliidae. De soort komt voor in de China.
Sininocellia gigantos werd voor het eerst wetenschappelijk beschreven door Ding Yang in 1985.